# 髙乃彩愛
髙乃 彩愛（たかの さえ、1998年3月5日 - ）は、日本のアイドル。女性アイドルグループ・夢∞NITYのメンバー兼プロデューサーを務めていた。千葉県出身。

## 略歴
1998年3月5日、千葉県生まれ。
2017年12月27日、菊地史夏と新谷姫加の後任メンバーとして『Party Rockets GT』に加入。シングル2枚参加などの実績を残すも、2020年2月24日をもって解散。
2020年12月24日、パティロケの先輩であった堀尾歩未がプロデューサーを務める『夢∞NITY』が結成され、メンバーとして加入。
2021年7月12日、プロデューサー堀尾の出産に伴い、髙乃がメンバープロデューサーとなる。
2023年2月、グループを卒業。
2023年8月、-amazuti-敬也がプロデューサーを務めるコングラッチェッ！に加入。

## 人物
愛称はさえちゃん。愛犬の名前はぐり。

### 嗜好
- 趣味はアイドル鑑賞[1]で、好きなアイドルはももいろクローバーZ。
- 好きな食べ物はラーメンで、特に二郎系、家系ラーメンを好んで食べている。

### 特技
特技は利き水。